# Tournoi de clôture du championnat du Salvador de football 2007
Navigation
Saison précédente Saison suivante
Le Tournoi Clausura 2007 est le dix-huitième tournoi saisonnier disputé au Salvador.
C'est cependant la 65e fois que le titre de champion du Salvador est remis en jeu.
Lors de ce tournoi, le Once Municipal a tenté de conserver son titre de champion du Salvador face aux neuf meilleurs clubs salvadoriens.
Chacun des dix clubs participant était confronté deux fois aux neuf autres équipes. Puis les quatre meilleurs se sont affrontés lors d'une phase finale à la fin du tournoi.
Seulement une place était qualificative pour la dernière édition de la Copa Interclubes UNCAF.

## Les 10 clubs participants
| \| CD Águila Alianza FC San Salvador FC CD Chalatenango Club Deportivo FAS Independiente Nacional AD Isidro-Metapan CD Luis Ángel Firpo Once Municipal Alianza FC San Salvador FC CD Vista Hermosa \| Localisation des clubs. |
| CD Águila Alianza FC San Salvador FC CD Chalatenango Club Deportivo FAS Independiente Nacional AD Isidro-Metapan CD Luis Ángel Firpo Once Municipal Alianza FC San Salvador FC CD Vista Hermosa                               |

| Club                   | Stade                        | Capacité          | Ville                |
| CD Águila              | Stade Juan Francisco Barraza | 10 000            | San Miguel           |
| Alianza FC             | Stade Cuscatlán              | 45 925            | San Salvador         |
| CD Chalatenango        | Stade José Gregorio Martínez | 15 000            | Chalatenango         |
| Club Deportivo FAS     | Stade Oscar Quiteño          | 15 000            | Santa Ana            |
| Independiente Nacional | Stade Jiboa                  | Capicité inconnue | San Vicente          |
| AD Isidro-Metapan      | Stade Jorge Calero Suárez    | 8 000             | Metapán              |
| CD Luis Ángel Firpo    | Stade Sergio Torres          | 5 000             | Usulután             |
| Once Municipal         | Stade Simeón Magaña          | 5 000             | Ahuachapán           |
| San Salvador FC        | Stade Cuscatlán              | 45 925            | San Salvador         |
| CD Vista Hermosa       | Stade Correcaminos           | 12 000            | San Francisco Gotera |

## Compétition
Le tournoi Clausura se déroule de la même façon que le tournoi saisonnier précédent, en deux phases :
- La phase de qualification : les dix-huit journées de championnat.
- La phase finale : les matchs aller-retour allant des demi-finales à la finale.

### Phase de qualification
Lors de la phase de qualification les dix équipes affrontent à deux reprises les neuf autres équipes selon un calendrier tiré aléatoirement.
Les quatre meilleures équipes sont qualifiées pour les demi-finales.
Le classement est établi sur le barème de points classique (victoire à 3 points, match nul à 1, défaite à 0).
Le départage final se fait selon les critères suivants :
- Le nombre de points.
- La différence de buts générale.
- Le nombre de buts marqué.

#### Classement
| Rang | Équipe                     | Pts | J  | G | N | P | Bp | Bc | Diff |
| ---- | -------------------------- | --- | -- | - | - | - | -- | -- | ---- |
| 1    | CD Luis Ángel Firpo        | 33  | 18 | 9 | 6 | 3 | 27 | 19 | +8   |
| 2    | AD Isidro-Metapan          | 29  | 18 | 8 | 6 | 5 | 34 | 27 | +7   |
| 3    | Once Municipal (T)         | 27  | 18 | 6 | 9 | 3 | 17 | 12 | +5   |
| 4    | CD Águila                  | 26  | 18 | 8 | 2 | 8 | 34 | 29 | +5   |
| 5    | Club Deportivo FAS         | 24  | 18 | 6 | 6 | 6 | 21 | 21 | 0    |
| 6    | CD Chalatenango            | 24  | 18 | 7 | 3 | 8 | 21 | 26 | -5   |
| 7    | San Salvador FC            | 23  | 18 | 6 | 5 | 7 | 21 | 25 | -4   |
| 8    | CD Vista Hermosa           | 22  | 18 | 6 | 4 | 8 | 23 | 28 | -5   |
| 9    | Alianza FC                 | 20  | 18 | 5 | 5 | 8 | 16 | 18 | -2   |
| 10   | Independiente Nacional (P) | 17  | 18 | 4 | 5 | 9 | 16 | 27 | -11  |

| Légende : Qualifications et relégations | Légende : Qualifications et relégations                  |
| --------------------------------------- | -------------------------------------------------------- |
|                                         | Qualifié pour les demi-finales                           |
|                                         | (T) : Tenant du titre (P) : Promu de la saison 2005-2006 |

#### Matchs
| Résultats (▼dom., ►ext.)                                   | Agu | Ali | Cha | FAS | Isi | Lui | Ind | Onc | San | Vis |
| CD Águila                                                  |     | 4-2 | 7-0 | 0-0 | 2-1 | 1-4 | 3-1 | 2-2 | 2-1 | 3-1 |
| Alianza FC                                                 | 1-2 |     | 1-2 | 2-0 | 1-1 | 0-1 | 1-1 | 1-0 | 1-1 | 0-0 |
| CD Chalatenango                                            | 2-0 | 1-0 |     | 4-3 | 4-1 | 1-2 | 0-2 | 0-1 | 1-0 | 2-0 |
| Club Deportivo FAS                                         | 1-0 | 0-1 | 2-0 |     | 4-5 | 2-2 | 0-1 | 1-1 | 2-1 | 1-0 |
| AD Isidro-Metapan                                          | 3-2 | 1-0 | 1-0 | 2-0 |     | 1-2 | 3-2 | 1-1 | 2-2 | 5-0 |
| CD Luis Ángel Firpo                                        | 2-3 | 2-1 | 2-1 | 1-1 | 1-0 |     | 1-1 | 1-1 | 0-0 | 2-0 |
| Independiente Nacional                                     | 3-2 | 0-2 | 0-0 | 0-2 | 0-0 | 1-1 |     | 2-1 | 2-3 | 0-3 |
| Once Municipal                                             | 1-0 | 1-1 | 1-1 | 0-0 | 0-0 | 1-0 | 1-0 |     | 1-0 | 3-0 |
| San Salvador FC                                            | 1-0 | 1-0 | 2-1 | 1-2 | 1-3 | 1-2 | 1-0 | 1-1 |     | 1-1 |
| CD Vista Hermosa                                           | 3-1 | 0-1 | 1-1 | 0-0 | 5-4 | 3-1 | 3-0 | 1-0 | 2-3 |     |
| - Victoire à domicile - Match nul - Victoire à l'extérieur |     |     |     |     |     |     |     |     |     |     |

### Classement cumulatif
| Rang | Équipe                     | Pts | J  | G  | N  | P  | Bp | Bc | Diff |
| ---- | -------------------------- | --- | -- | -- | -- | -- | -- | -- | ---- |
| 1    | CD Luis Ángel Firpo        | 59  | 36 | 15 | 14 | 7  | 52 | 40 | +12  |
| 2    | Once Municipal (C)         | 55  | 36 | 13 | 17 | 6  | 34 | 24 | +10  |
| 3    | Club Deportivo FAS         | 55  | 36 | 14 | 13 | 9  | 53 | 45 | +8   |
| 4    | CD Águila                  | 53  | 36 | 16 | 5  | 15 | 69 | 51 | +18  |
| 5    | AD Isidro-Metapan (C)      | 51  | 36 | 14 | 10 | 13 | 56 | 53 | +3   |
| 6    | San Salvador FC            | 47  | 36 | 13 | 8  | 15 | 44 | 50 | -6   |
| 7    | CD Chalatenango            | 47  | 36 | 13 | 8  | 15 | 38 | 46 | -8   |
| 8    | Alianza FC                 | 46  | 36 | 13 | 7  | 16 | 38 | 40 | -2   |
| 9    | CD Vista Hermosa           | 44  | 36 | 11 | 11 | 14 | 47 | 54 | -7   |
| 10   | Independiente Nacional (P) | 32  | 36 | 8  | 8  | 20 | 29 | 59 | -30  |

| Légende : Qualifications et relégations | Légende : Qualifications et relégations                                              |
| --------------------------------------- | ------------------------------------------------------------------------------------ |
|                                         | Copa Interclubes UNCAF 2007 (en) (1er Tour)                                          |
|                                         | Qualifié pour le barrage de relégation en Segunda División                           |
|                                         | Relégué en Segunda División                                                          |
|                                         | (C) : Vainqueur d'un des deux tournois de l'année (P) : Promu de la saison 2005-2006 |

### Barrage de relégation
| Club             | Aller | Retour | Club                   | Commentaire |
| CD Vista Hermosa | 5-2   | 2-0    | Juventud Independiente |             |

### La phase finale
Les quatre équipes qualifiées sont réparties dans le tableau final d'après leur classement général.
En cas d'égalité sur la somme des deux matchs, c'est l'équipe ayant marqué le plus de buts à extérieur qui l'emporte puis une prolongation et une séance de tirs au but ont éventuellement lieu.

#### Tableau
|  | 1/2 finale          | 1/2 finale          | 1/2 finale        | 1/2 finale | 1/2 finale | 1/2 finale          |                     |     | Finale | Finale | Finale | Finale | Finale |  |
|  |                     |                     |                   |            |            |                     |                     |     |        |        |        |        |        |  |
|  |                     |                     |                   |            |            |                     |                     |     |        |        |        |        |        |  |
|  |                     |                     |                   |            |            |                     |                     |     |        |        |        |        |        |  |
|  | CD Luis Ángel Firpo | CD Luis Ángel Firpo | (1)               | 2          | 1          |                     |                     |     |        |        |        |        |        |  |
|  | CD Luis Ángel Firpo | CD Luis Ángel Firpo | (1)               | 2          | 1          |                     |                     |     |        |        |        |        |        |  |
|  | CD Águila           | CD Águila           | (4)               | 0          | 3          |                     |                     |     |        |        |        |        |        |  |
|  | CD Águila           | CD Águila           | (4)               | 0          | 3          | CD Luis Ángel Firpo | CD Luis Ángel Firpo | (1) | 0      | 0      |        |        |        |  |
|  |                     |                     |                   |            |            |                     | CD Luis Ángel Firpo | (1) | 0      | 0      |        |        |        |  |
|  |                     | AD Isidro-Metapan   | AD Isidro-Metapan | (2)        | 0          | 1                   |                     |     |        |        |        |        |        |  |
|  | AD Isidro-Metapan   | AD Isidro-Metapan   | AD Isidro-Metapan | (2)        | 0          | 1                   | (2)                 | 1   | 4      |        |        |        |        |  |
|  | AD Isidro-Metapan   | AD Isidro-Metapan   |                   |            |            |                     | (2)                 | 1   | 4      |        |        |        |        |  |
|  | Once Municipal      | Once Municipal      | (3)               | 2          | 1          |                     |                     |     |        |        |        |        |        |  |
|  | Once Municipal      | Once Municipal      | (3)               | 2          | 1          |                     |                     |     |        |        |        |        |        |  |

#### Demi-finales
| Club                | Aller | Retour | Club           | Commentaire |
| CD Luis Ángel Firpo | 2-0   | 1-3    | CD Águila      |             |
| AD Isidro-Metapan   | 1-2   | 4-1    | Once Municipal |             |

#### Finale
| 1er juillet 2007 | CD Luis Ángel Firpo | 0:1 (a.p.) | AD Isidro-Metapan     | Stade Cuscatlán |  |
|                  |                     | (0:0)      | Fabio de Acevedo 119e |                 |  |

## Bilan du tournoi
| Tableau d'Honneur     |                   |
| Compétition           | Vainqueur         |
| Tournoi Clausura 2007 | AD Isidro-Metapan |

| Qualifications continentales 2007-2008 |                   |
| Copa Interclubes UNCAF                 | Qualifiés         |
| Premier tour (en)                      | AD Isidro-Metapan |

| Promotions et relégations   |                        |
| Relégué en Segunda División | Independiente Nacional |
| Promu de Segunda División   | Nejapa FC              |

## Statistiques

### Buteurs
| Rang | Nom                    | Équipe              | Buts |
| 1    | Mario Alejandro Costas | CD Luis Ángel Firpo | 7    |
| 2    | Cesar Larios           | Club Deportivo FAS  | 6    |
| 3    | 6 joueurs              | 6 joueurs           | 5    |